# 东灶火河
东灶火河，也称东灶火沟、灶河，位于中华人民共和国青海省海西蒙古族藏族自治州乌兰县西部，是素棱郭勒河右岸支流，发源于牦牛山西南10千米处的泉群，蜿蜒向西流，于乌兰县与都兰县交界处汇入素棱郭勒河。河长80千米，流域面积1175平方千米，年均径流量约0.32亿立方米。流域为牧业区，仅有一个隶属于柯柯镇的灶河村。